# Rhinopomastus
Sous-famille
Genre
Le genre Rhinopomastus comprend trois espèces d'oiseaux appartenant à la famille des Phoeniculidae.

## Position systématique
Les 3 espèces d'irrisors du genre Rhinopomastus sont parfois classées dans une famille distincte des phoeniculidés, les Rhinopomastidae (rhinopomastidés en français) ou dans une sous-famille de ces derniers, les Rhinopomastinae (ou rhinopomastinés en français).

## Liste des espèces
D'après la classification de référence (version 2.2, 2009) du Congrès ornithologique international (ordre phylogénique) :
- Rhinopomastus aterrimus – Irrisor noir
- Rhinopomastus cyanomelas – Irrisor namaquois
- Rhinopomastus minor – Irrisor à cimeterre